# KiDD-Syndrom
KiDD ist die Abkürzung für Kopfgelenksinduzierte Dyspraxie und Dysgnosie. Dysgnosie steht für die Unfähigkeit Gelerntes zu reproduzieren. Dyspraxie bezeichnet eine Koordinations- und Entwicklungsstörung, bei der es unter anderem zu fein- und grobmotorischen Störungen kommt. Die Existenz von KiDD im Sinne eines Krankheitsbildes, das klinisch für eine Reihe von Verhaltensstörungen verantwortlich sein soll, ist eine unbewiesene Hypothese. Während manche Alternativmediziner vielfach KiSS oder KiDD diagnostizieren und manuelle Therapie empfehlen, erkennt die evidenzbasierte Medizin die Diagnose nicht an, da die pathophysiologische Vorstellung nicht nachweisbar ist und wissenschaftliche Untersuchungen zu den empfohlenen Therapiemethoden bisher nicht vorgelegt wurden.

## Epidemiologie
Als angebliche Folgepathologie des ebenso umstrittenen KiSS werden Wahrnehmungs- und motorischen Störungen in der Säuglings- und Kleinkindentwicklung dem KiDD zugeordnet. Vergesellschaftet sollen auch Begleitprobleme wie Fehlhaltungen, Schmerzstörungen (zumeist Zervikozephalgien als Leitsymptom), vegetative Störungen, unangepasstes Sozialverhalten, Hyperkinesie und anderes mehr sein.

## Symptome
Diese Symptome werden angeblich mit KiDD in Verbindung gebracht:
- Kopfschmerzen, Migräne, Rücken- und Knieschmerzen, „Wachstumsschmerzen“
- Fehlhaltungen und Haltungsinsuffizienz
- Bewegungseinschränkungen
- Koordinationsschwierigkeiten und motorische Defizite
- Lern- und Konzentrationsstörungen in der Schule, Dyslexie, Dyskalkulie
- Wahrnehmungsstörungen
- gestörte soziale Integration
- Emotionsstörungen
- Hyperkinesie, Hyperaktivität (Zappelphilipp)
- Hypoaktivität mit Rückzugsverhalten (Träumelinchen) bis hin zu autistischen Zügen
- Unsicherheiten in der Raumorientierung, Höhenangst, Schwindel
- vegetative Störungen, z. B. Schlafstörungen, nächtliches Wasserlassen
- Kieferorthopädische Probleme wie z. B. Fehlbiss, Kreuzbiss, Überbiss, Mundatmung

## Kritik, Relevanz und wissenschaftlicher Stellenwert der Diagnosen KiSS und KiDD
Die Diagnosen KiSS und KiDD werden im Wesentlichen von Ärzten und Therapeuten vertreten, die in der „European workgroup for manual medicine“ (EWMM) europaweit organisiert sind. Die Diagnosen werden von vielen Experten angezweifelt und abgelehnt. So sieht die Gesellschaft für Neuropädiatrie den Themenkomplex als spekulativ, unhaltbar und pauschalisiert an. Manipulationen im Bereich der Halswirbelsäule zur Behandlung von Symmetriestörungen oder motorischen Koordinationsstörungen seien grundsätzlich nicht zu empfehlen.
Auch innerhalb des Fachgebietes der manuellen Medizin findet sich Kritik. So bevorzugt die „Ärztegesellschaft für Atlastherapie und Manuelle Kinderbehandlung e. V.“ (ÄGAMK) anstatt des KiSS-Begriffes den des Tonusasymmetrie-Syndroms (TAS) und zieht hinsichtlich Behandlungsempfehlung (Atlastherapie nach Arlen), eine Therapie die auf den elsässischen Arzt Albert Arlen zurückgeht, und Einschätzung möglicher Behandlungsrisiken andere Schlüsse.